# LRSVM Morava
Le LRSVM Morava est un lance-roquettes multiple autopropulsé modulaire, multicalibre et multimodal conçu et développé par l'Institut technique militaire serbe. Le système est conçu pour offrir une modularité de sous-systèmes, permettant l'intégration sur des plates-formes à roues ou à chenilles pour tirer des roquettes non guidées de différents calibres afin d'engager des cibles à des distances comprises entre 8 km et 50 km.
Depuis 2019, le Morava est en service au sein des forces armées serbes sur un camion tout-terrain FAP 1118 4 × 4, ainsi que dans les Émirats arabes unis (EAU) sur un châssis de Nimr 6 × 6.

## Développement
Le développement du LRSVM Morava a commencé au début de 2010 et a été présenté pour la première fois à l'exposition militaire Partner 2011 à Belgrade. Le développement du projet visait à créer une plate-forme unique capable de recevoir diverses fusées existantes de différents calibres et ogives pour remplacer la génération actuelle de BM-21 Grad russe et serbe M-77 Oganj et M-63 Plamen au sein des forces armées serbes. La conception et le développement général du Morava ont été menés par l'Institut technique militaire (VTI), tandis que le lanceur a été confié à la société 14. oktobar, qui a construit le prototype de lanceur et devrait effectuer la production en série prévue. Les conteneurs de fusée pour le Morava ont été conçus et produits par INhrom de Čačak,.
La même technologie développée pour LRSVM Morava est maintenant utilisée pour moderniser le M-77 Oganj existant et pour produire de nouveaux M18 Oganj aux capacités accrues.

## Caractéristiques
Le système LRSVM Morava repose sur un camion militaire FAP 1118 4 × 4 modifié, qui offre une bonne mobilité tactique. Il est équipé d'un double conteneur avec 12 à 16 tubes de lancement, qui peut tirer toutes les roquettes Plamen, Oganj et Grad actuelles, y compris HE-FRAG, incendiaires, thermobariques, à dispersion avec des mines antipersonnel ou antichars. Il est possible de combiner deux modules différents, par exemple un conteneur avec Plamen A et un conteneur avec des roquettes Grad donnant une capacité unique d'attaquer des cibles rapprochées et à distance en même temps.
Le système de correction de portée et de direction offre une meilleure précision par rapport à ses prédécesseurs. Une salve complète tirée depuis le Morava peut couvrir une superficie de 32 hectares. Le LRSVM est équipé de systèmes de contrôle de ciblage entièrement automatiques. Le lanceur est équipé d'un système de navigation inertielle (INS), d'une unité GPS et d'encodeurs absolus pour le positionnement automatique. Le véhicule est équipé d'un ordinateur balistique avec saisie automatique ou manuelle des données et calcul des éléments de tir. Les fusées sont lancées directement depuis la cabine ou à distance depuis le véhicule. Le LRSVM peut tirer des roquettes simples ou une salve complète. Un équipage de trois personnes prépare ce système d'artillerie pour tirer en 45 s. Il quitte la position de tir dans les 30 s.
Le lanceur Morava est rechargé en cinq minutes et la durée d'une salve complète est de 15 - 25 s selon le type de fusée.
Pendant le voyage, le lance-roquettes est recouvert d'une couverture en toile à commande hydraulique (la première mise en œuvre de ce type de camouflage dans le monde était sur le M-77 Oganj), ce qui le rend difficile à reconnaître, car le véhicule ressemble à un camion utilitaire léger ordinaire. Il protège également le lanceur des intempéries.
Le LRSVM Morava est décliné dans une version d'exportation, reposant sur un châssis de FAP 1318.

## Munitions

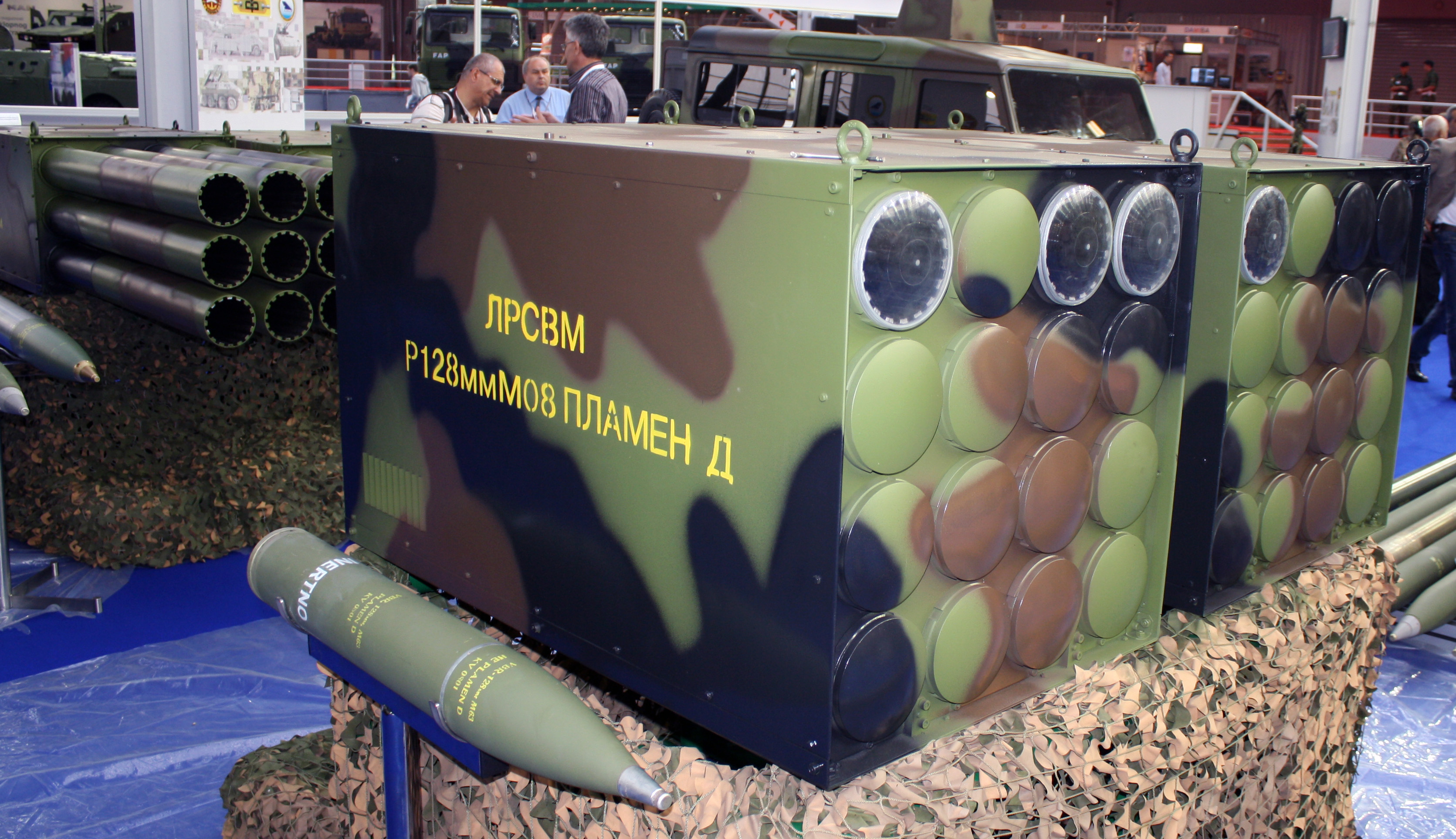
Fusée Plamen-D 128 mm avec une portée améliorée à côté de son conteneur modulaire pour LRSVM Morava.

Il existe plusieurs modèles de roquettes fabriqués localement. Au sein des modèles, il existe plusieurs types (différentes ogives et fusibles par exemple) et il existe également des possibilités d'utiliser tous les modèles de roquettes Grad 122 mm des fabricants du monde entier. Le nouveau modèle de roquettes Oganj avec une portée étendue de 30 km qui utilise un contrôleur de tir à guidage inertiel pour obtenir un meilleur CEP est prêt à entrer en production. Il y a aussi de nouvelles roquettes en phase finale de développement avec une portée 50 km.
| Roquettes                   | Nombre de tubes dans le conteneur de lancement | Portée maximale | Calibre    |
| Modèle                      | Par conteneur                                  | kilomètres      | millimètre |
| --------------------------- | ---------------------------------------------- | --------------- | ---------- |
| Plamen A                    | 16                                             | 8.6             | 128        |
| Plamen D                    | 16                                             | 12.6            | 128        |
| Oganj M77                   | 12                                             | 22,5            | 128        |
| Urgence d'Oganj             | 12                                             | 50              | 128        |
| Diplômé                     | 12                                             | 35              | 122        |
| G-2000                      | 12                                             | 40              | 122        |
| Edepro G2000/52             | 12                                             | 52              | 122        |
| Edepro - Krušik Valjevo 107 | 25                                             | 11              | 107        |

## Les opérateurs
- Libye - Donné à l'armée nationale libyenne par les Émirats arabes unis en 2020[11],[12].
- Émirats arabes unis - Environ 31 systèmes commandés en 2015[13],[14]

## Galerie

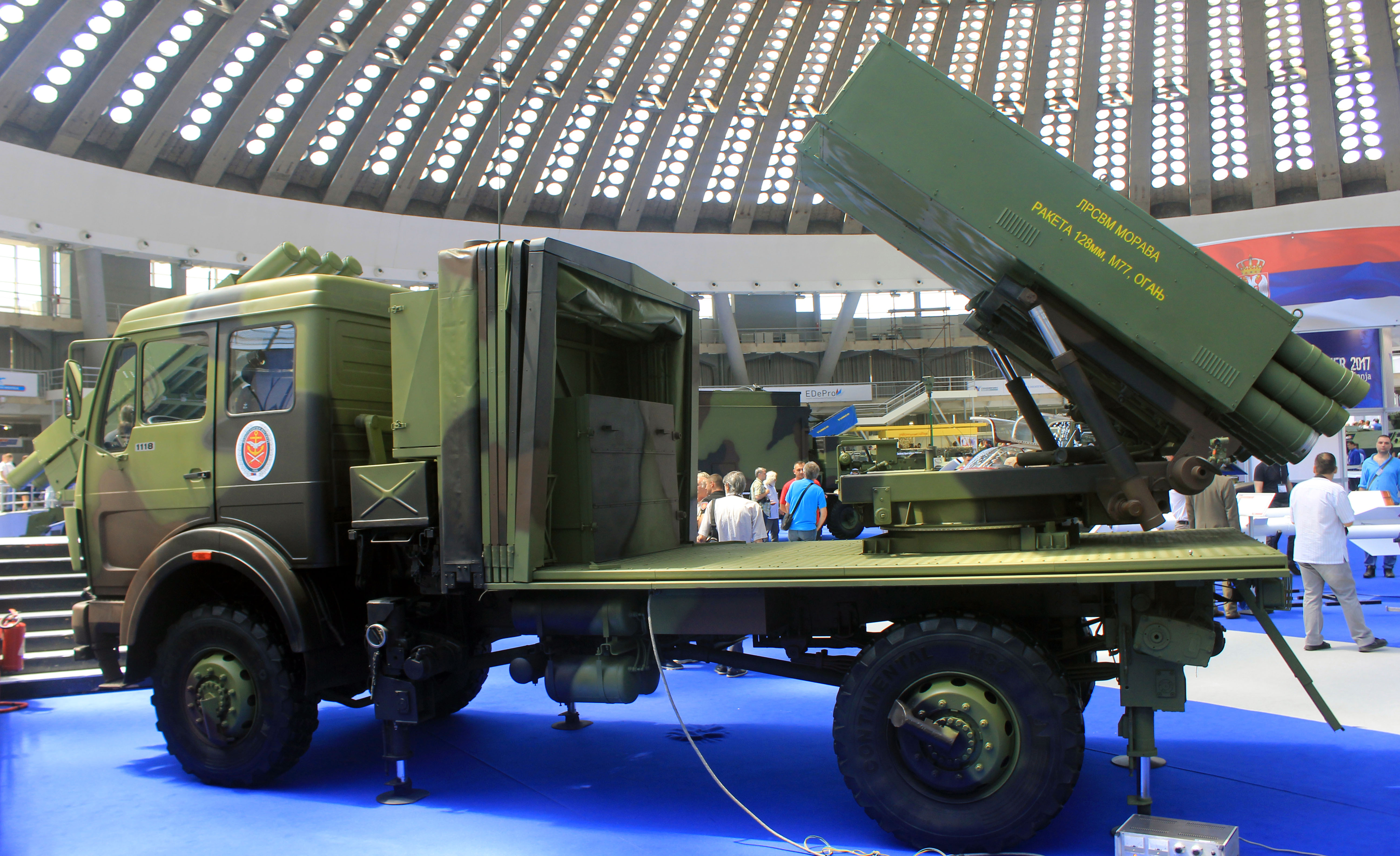
Conteneur Oganj 128mm.
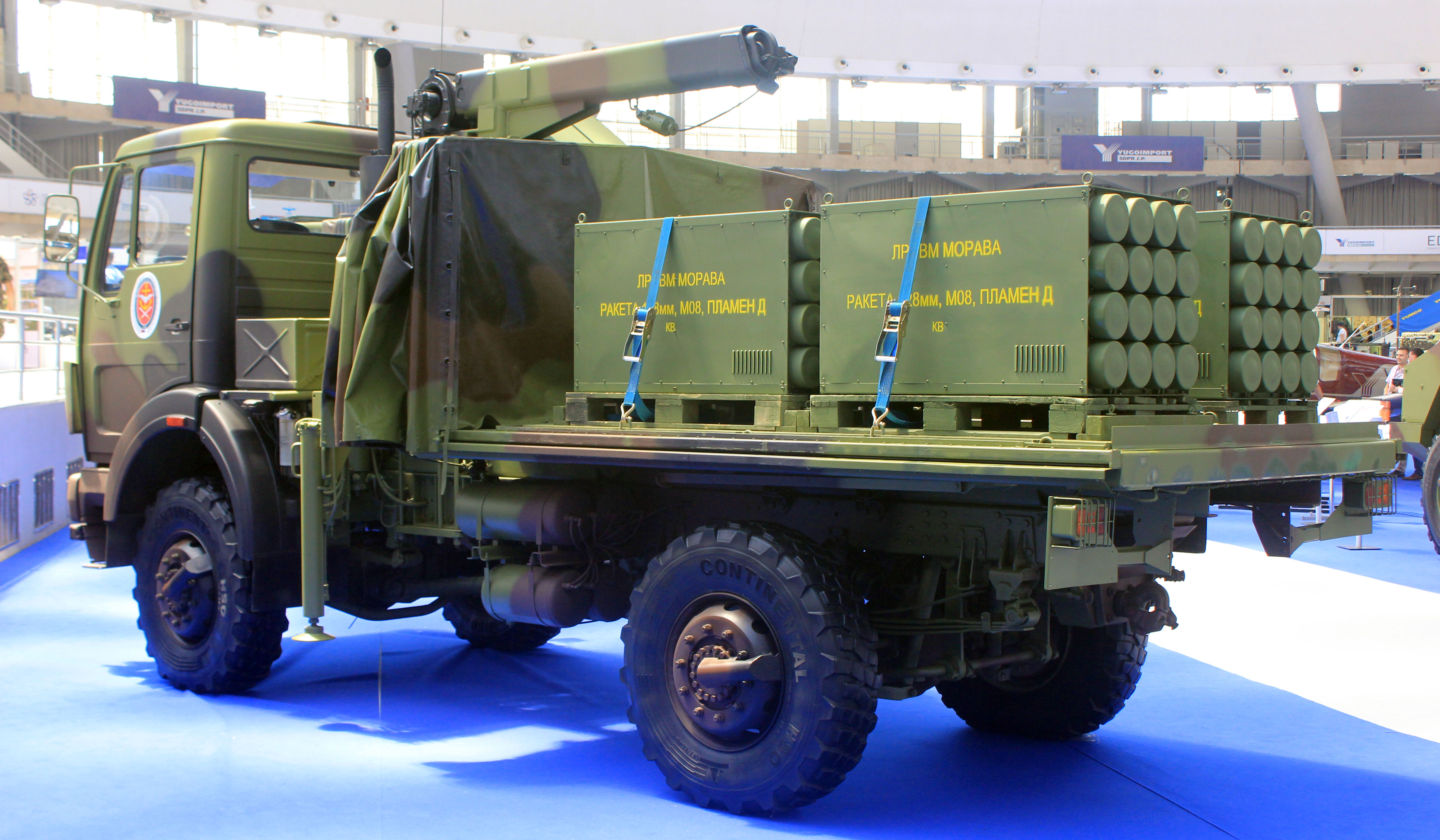
Véhicule logistique pour le rechargement.
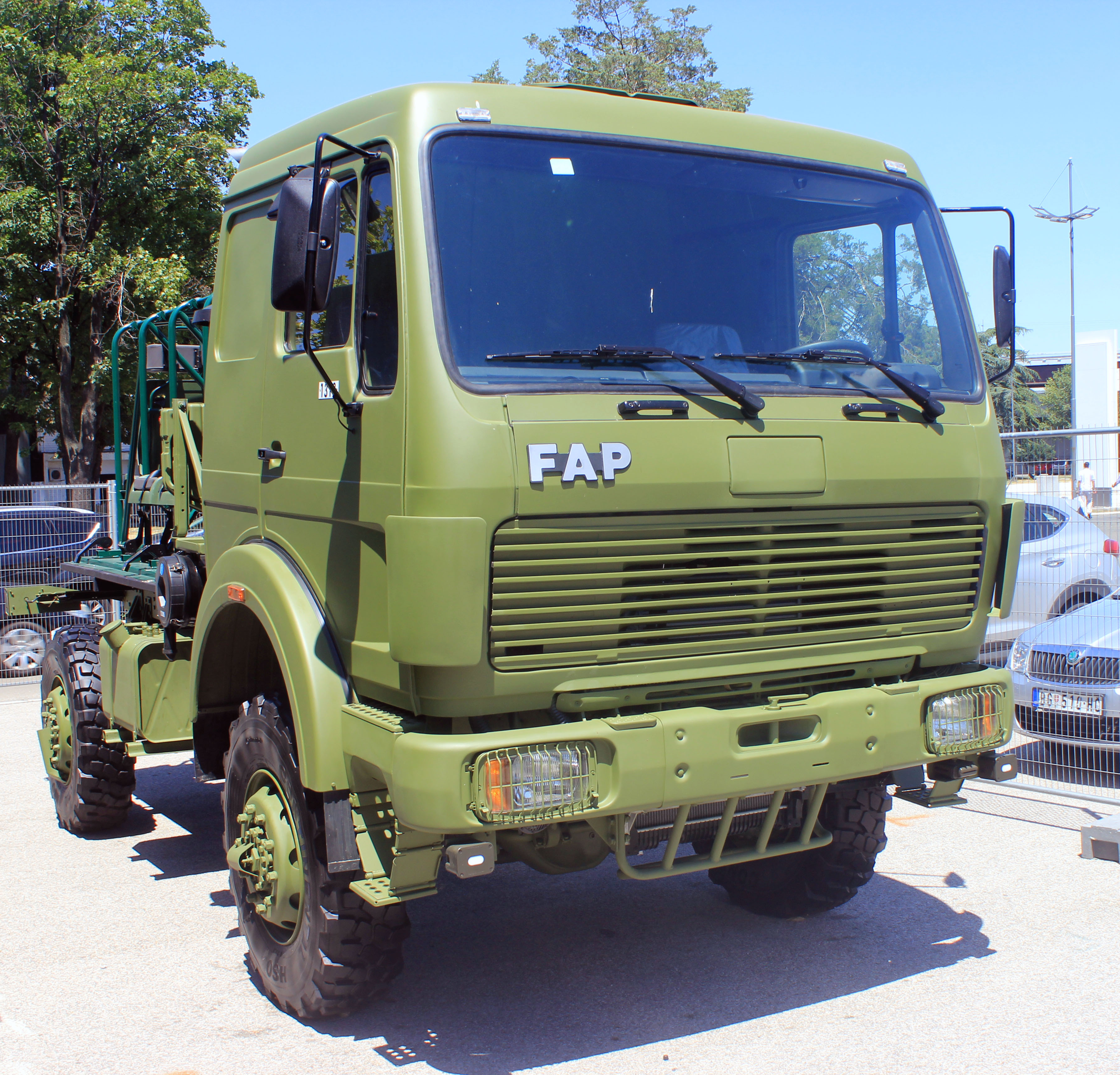
FAP 1318 pour la version d'exportation.
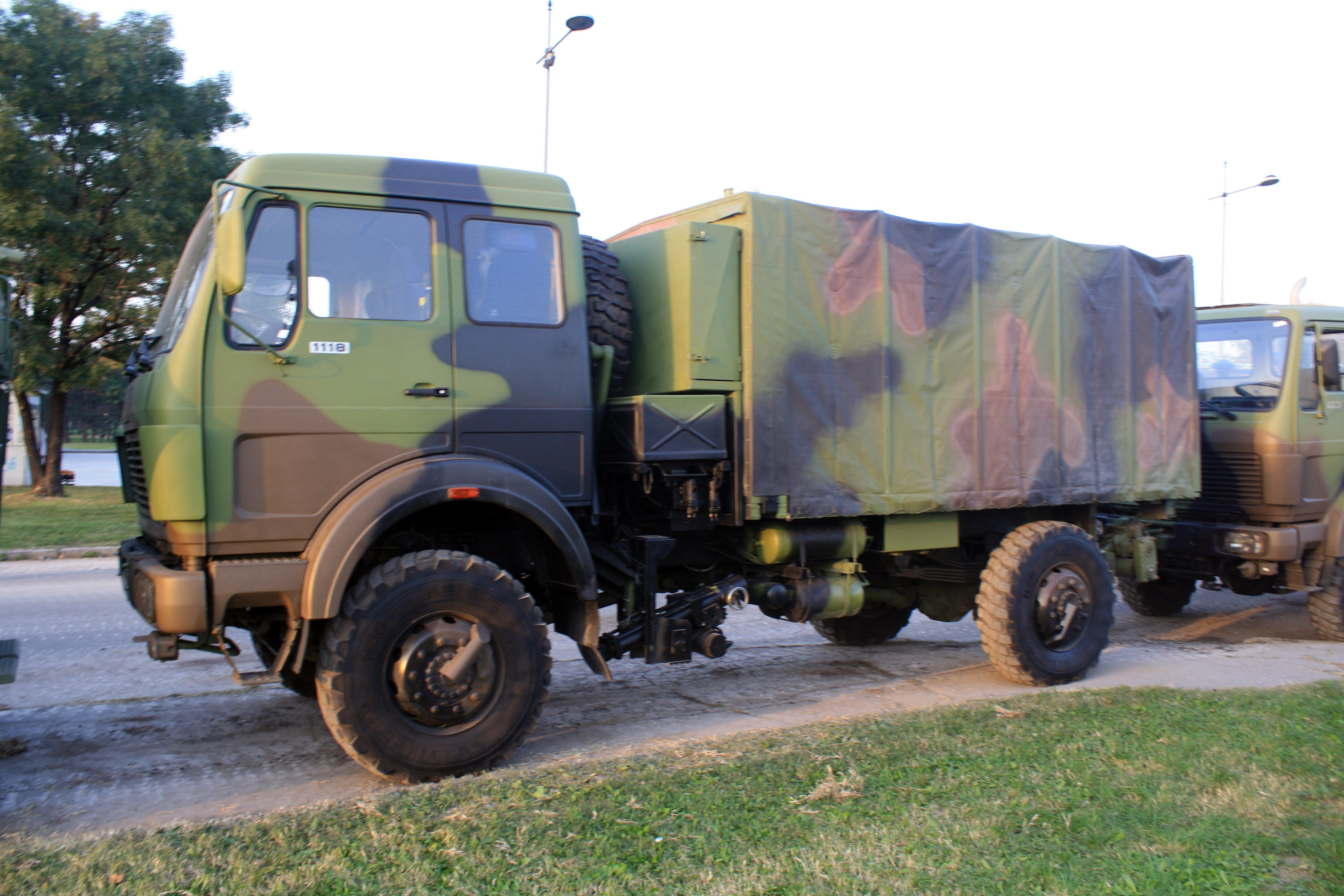
Couverture en toile pour le camouflage.
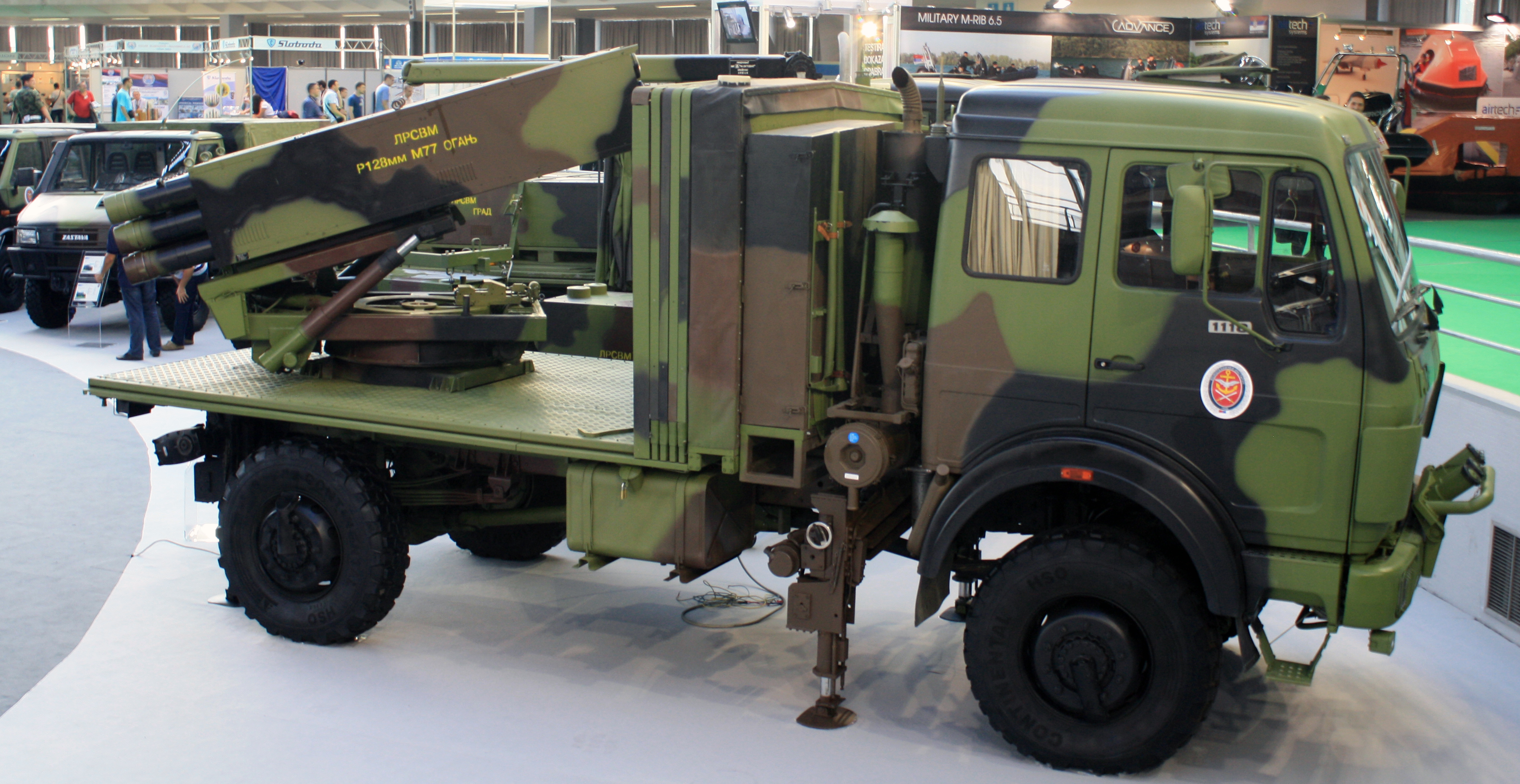
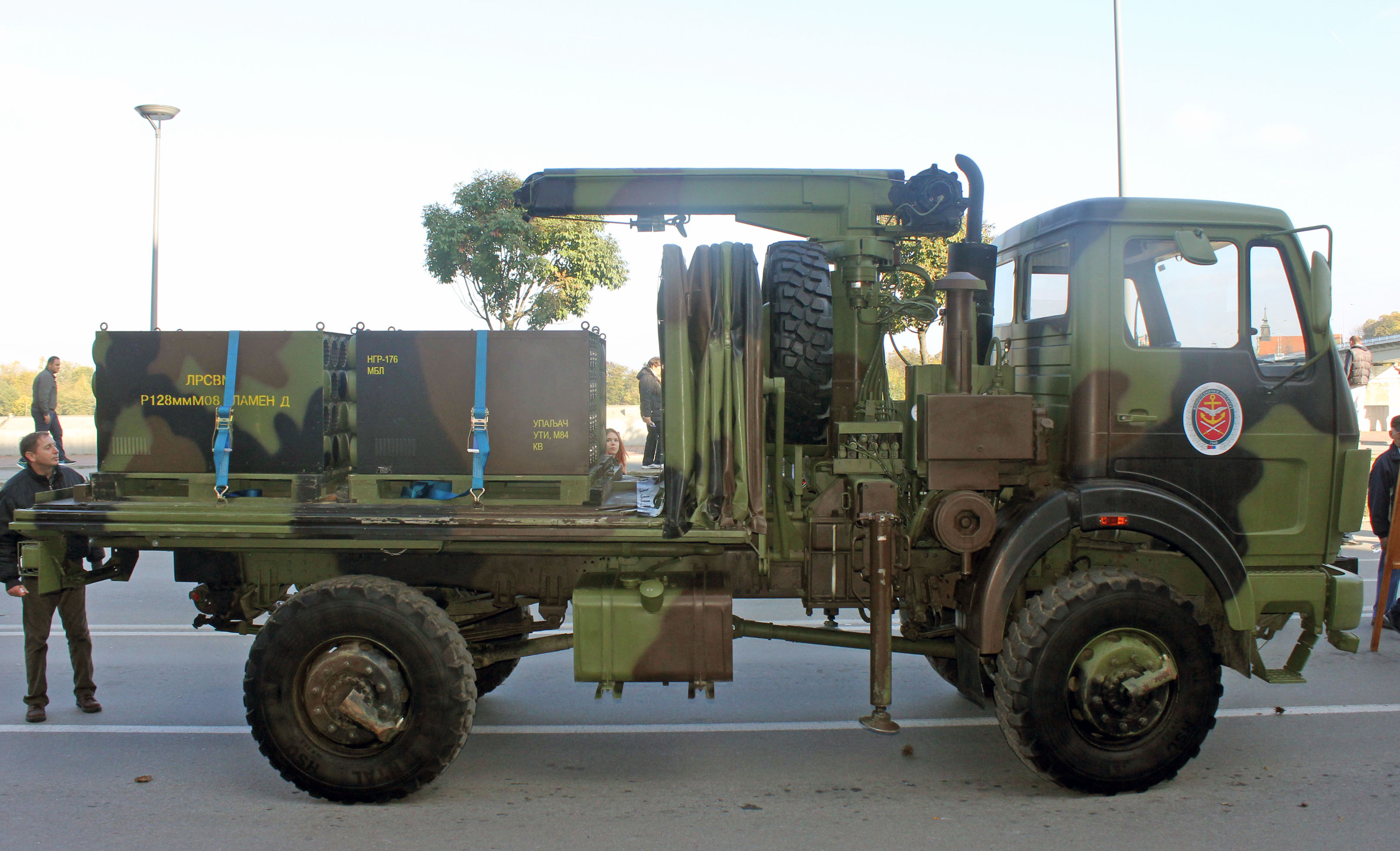
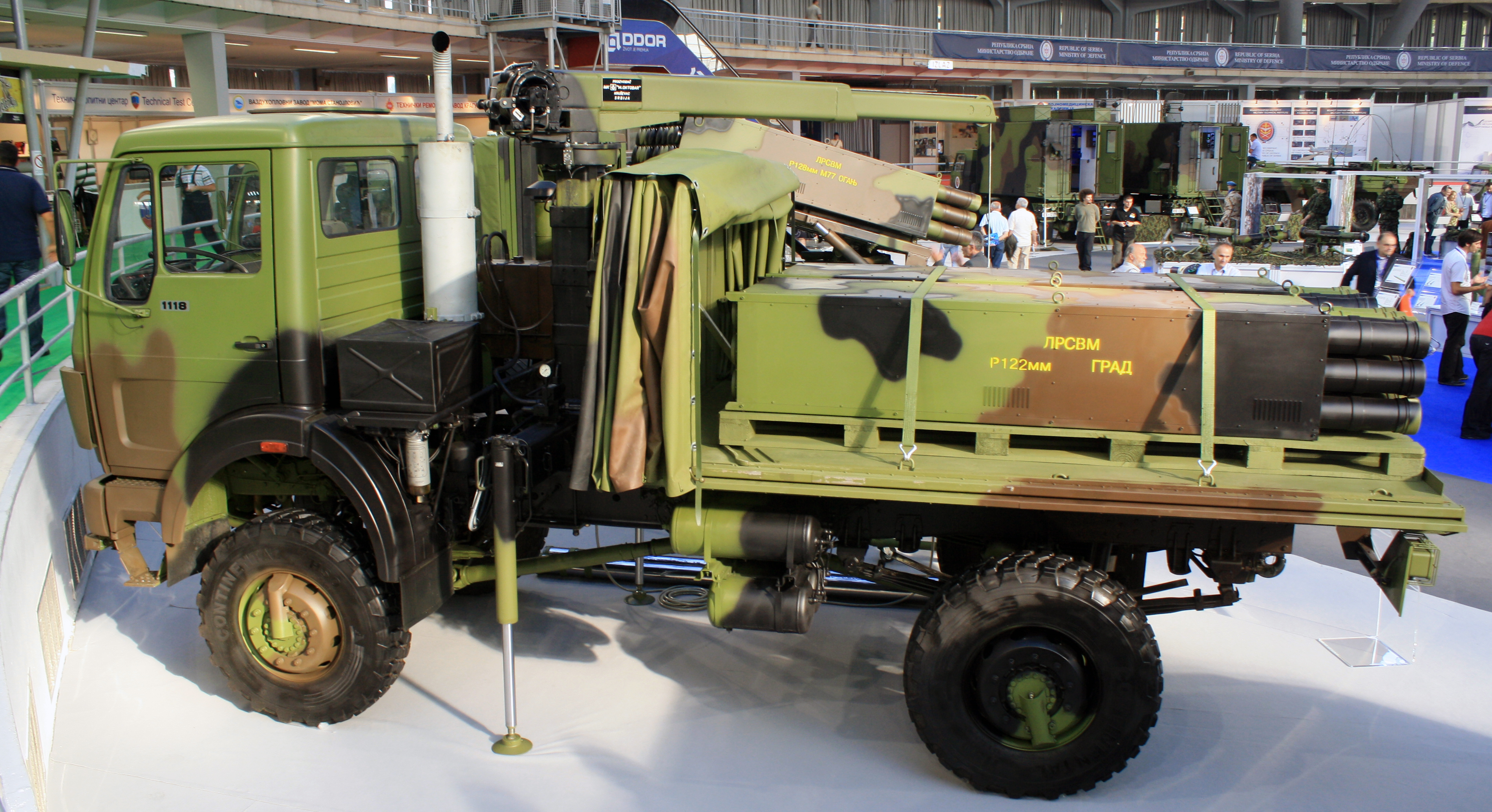
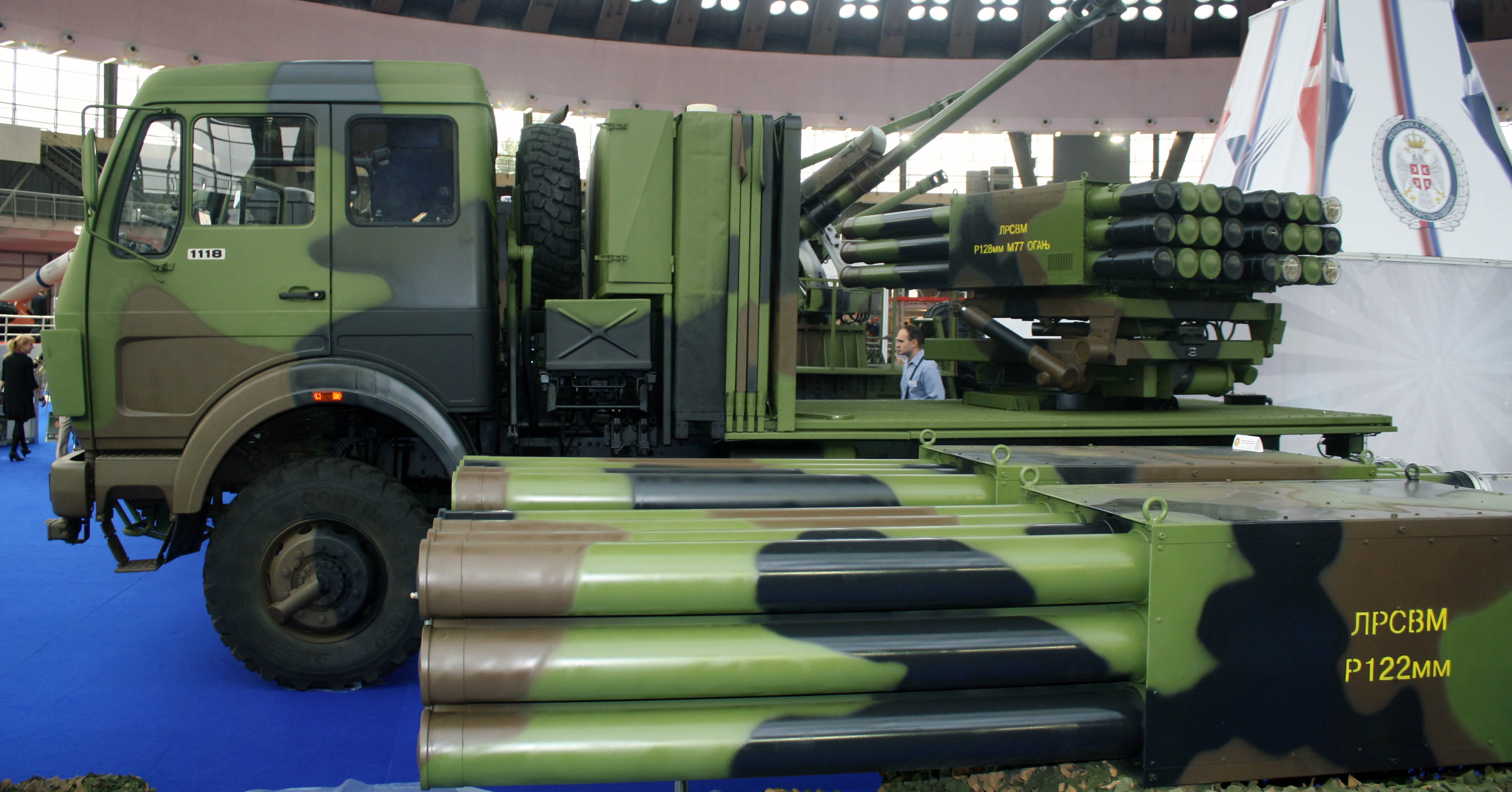
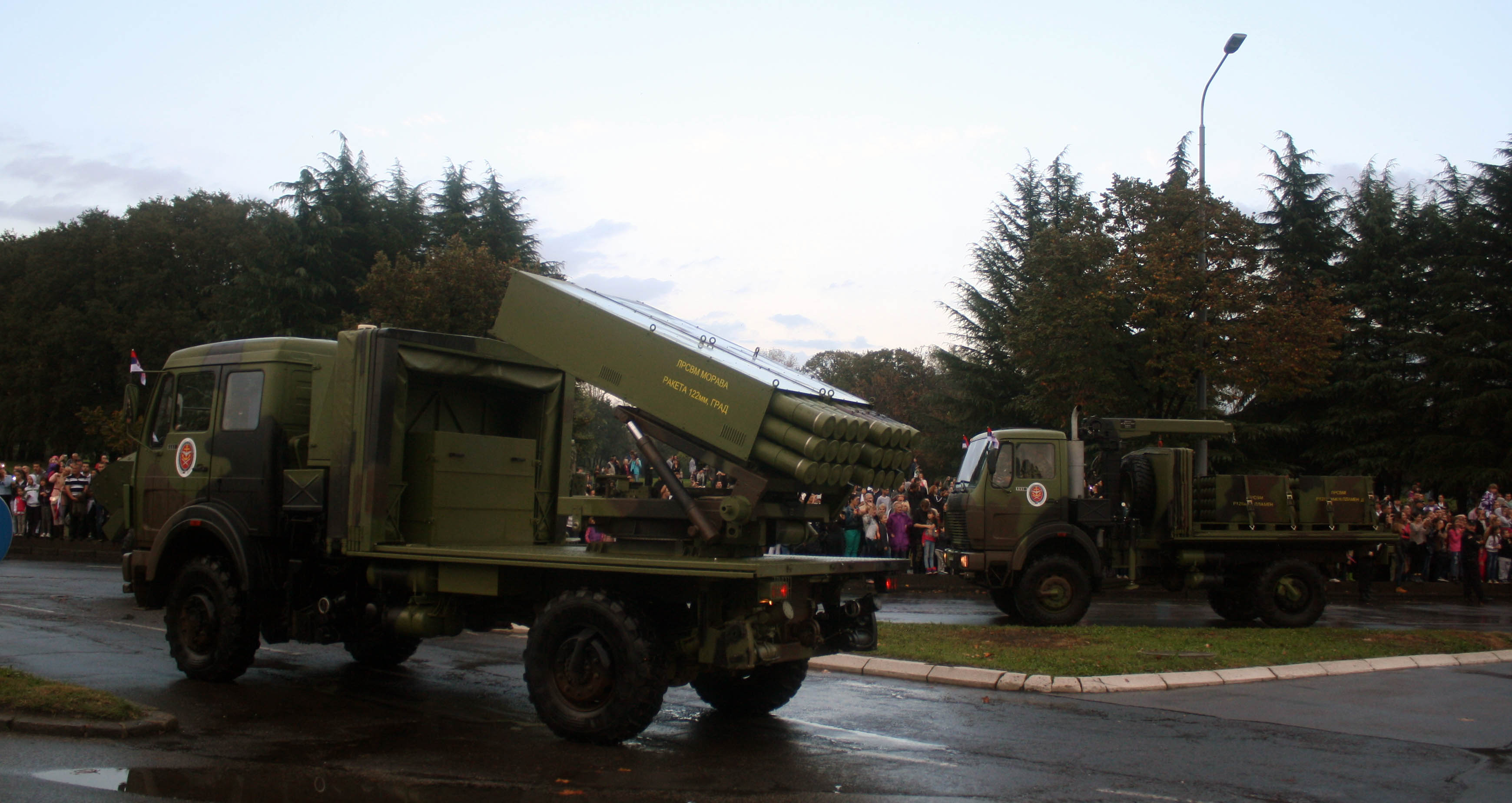
LRSVM Morava lors du défilé militaire "Marche des Victorieux", Belgrade.

### Projets serbes
- LRSVM Tamnava
- M-18 Oganj
- PASARS-16
- ALAS
- SOKO SP RR
- SORA
- Zastava NTV

### Autres
- BM-14
- BM-21 Grad
- Tornado-G
- 9A52-4 Tornade
- T-122 Sakarya
- Fajr-3
- Fajr-5
- M-87 Orkan